# Vignes (Pirenei Atlantici)
Vignes è un comune francese di 439 abitanti situato nel dipartimento dei Pirenei Atlantici nella regione della Nuova Aquitania.

## Società

### Evoluzione demografica
Abitanti censiti